# Delphin (ätt)
Delphin var en adlig ätt med rötter från Birkala socken i Satakunta, Finland, där Hartvik Henriksson till Voltis, adlades med namnet Delphin, men som oftast skrev sig Marsvin, utan att Voltis-släkten verkar ha haft något släktskap med den danska ätten Marsvin. 
Hartvik Henrikssons systerson Matts Sigfridsson, ryttare under Axel Kurcks fana, 1598 fick förläning för sin gård i Tavastkyro socken i Finland. 
Sigfridsson adlades 1609, och erhöll samma utgångna adliga sköldemärke som sin morbror Hartvik Henriksson till Voltis.
Ätten utdog med hans son, fänriken Carl Marsvin till Inderö, vilken avled ogift år 1658.